# Daseuplexia
Daseuplexia là một chi bướm đêm thuộc họ Noctuidae.

## Loài
- Daseuplexia lagenifera (Moore, 1882)
- Daseuplexia lageniformis (Hampson, 1894)